# Whoopi
Whoopi est une sitcom américaine en 22 épisodes de 22 minutes, créée et écrite par Bonnie et Terry Turner et diffusée entre le 9 septembre 2003 et le 20 avril 2004 sur le réseau NBC.
En France, la série a été diffusée entre le 7 septembre et le 16 novembre 2004 sur Jimmy.

## Synopsis
Cette sitcom met en scène Mavis Rae, ex-chanteuse du groupe The Ebony Blackbirds qui, grâce à l'unique tube qu'elle a fait, s'est achetée un hôtel, le Lamont Hotel, à New York. Elle tente, tant bien que mal, de gérer, entourée de son frère Courtney, avocat au chômage; de Rita, la petite amie de ce dernier; de Jadwiga, la femme de chambre et de Nasim, l'homme à tout faire d'origine iranienne.

## Distribution
- Whoopi Goldberg (VF : Maïk Darah) : Mavis Rae
- Wren T. Brown (en) (VF : Thierry Desroses) : Courtney Rae
- Omid Djalili (VF : Michel Mella) : Nasim
- Elizabeth Regen (VF : Laura Préjean) : Rita
- Patrick Swayze (VF : Richard Darbois) : Tony (épisode 15)

- Version française
  - Studio de doublage : Mediadub International[1]
  - Direction artistique : Dominique Bailly
  - Adaptation : ?

## Épisodes
1. Présentation (Pilot)
2. Alerte (Don't Hide Your Bag)
3. Le Furet (Once Bitten…)
4. Le Procès-verbal (Shout)
5. Match à l'aveugle (Smoke Gets in Your Eyes)
6. Démocrates contre républicains (The Vast Right Wing Conspiracy)
7. Les Funérailles (She Ain’t Heavy, She’s My Partner)
8. Rita joue au poker (Rita Plays Poker)
9. Qui vole un œuf vole un bœuf (Sticky Fingers)
10. La Vie en rose (Mother’s Little Helper)
11. Une histoire de poids (The Fat and the Frivolous)
12. Une femme américaine (American Woman)
13. Bienvenue à bord (Airplane!)
14. À qui le gros lot ? (Is Rita Pregnant?)
15. La Dernière Danse (The Last Dance)
16. Sexe, disco et conséquences (No Sex in the City)
17. L’Enfant terrible (What Child is This?)
18. Le Mariage gay (Don't Hide Love)
19. La Squatteuse (The Squatter)
20. Crise d'identité (Identity Crisis)
21. Duel de polonaises (Strange Bedfellows)
22. Votez pour moi (Sins of the Sister)

## Commentaires
Le pilote de cette série, produite par Whoopi Goldberg elle-même remporta un vif succès, succès qui se dégrada au fil des épisodes. La série s'arrêtera prématurément faute d'audience, après seulement une saison.